# Malta Grand Prix
De Malta Grand Prix was een professioneel non-ranking snookertoernooi. Het werd gehouden van 1994 tot 2001. Alleen in 2000 was het wel een rankingtoernooi. De eerste editie werd gewonnen door John Parrott.

## Winnaars
| Jaar                           | Winnaar                        | Verliezend finalist            | Score                          | Seizoen                        |
| Malta Grand Prix (non-ranking) | Malta Grand Prix (non-ranking) | Malta Grand Prix (non-ranking) | Malta Grand Prix (non-ranking) | Malta Grand Prix (non-ranking) |
| ------------------------------ | ------------------------------ | ------------------------------ | ------------------------------ | ------------------------------ |
| 1994                           | John Parrott                   | Tony Drago                     | 7-6                            | 1994/1995                      |
| 1995                           | Peter Ebdon                    | John Higgins                   | 7-4                            | 1995/1996                      |
| 1996                           | Nigel Bond                     | Tony Drago                     | 7-3                            | 1996/1997                      |
| 1997                           | Ken Doherty                    | John Higgins                   | 7-5                            | 1997/1998                      |
| 1998                           | Stephen Hendry                 | Ken Doherty                    | 7-6                            | 1998/1999                      |
| Malta Grand Prix (ranking)     |                                |                                |                                |                                |
| 2000                           | Ken Doherty                    | Mark Williams                  | 9-3                            | 1999/2000                      |
| Malta Grand Prix (non-ranking) |                                |                                |                                |                                |
| 2001                           | Stephen Hendry                 | Mark Williams                  | 7-1                            | 2000/2001                      |